# Ivet Musons
Ivet Musons Gimeno, más conocida como Ivet Musons, (San Quirce del Vallés, 17 de junio de 1992) es una ex jugadora de balonmano española que jugaba de lateral izquierdo en el Balonmano Elche. Fue internacional con la selección femenina de balonmano de España y campeona del Mundo de Balonmano Playa en 2016 con las Guerreras de Arena.
Con la selección fue convocada por primera vez en septiembre de 2017 para disputar dos amistosos, uno contra la selección femenina de balonmano de Turquía y otro contra la selección femenina de balonmano de Lituania.
Posteriormente disputó el Campeonato Mundial de Balonmano Femenino de 2017 con la selección española.
Se retiró, con 30 años, al final de la temporada 2022-2023 tras una serie de lesiones que hizo imposible su continuidad. Se le rindió un homenaje en el primer partido de la final de esa temporada.

## Clubes
- Elche Mustang (2013-2023)

## Palmarés
- 1 x Copa de la Reina de Balonmano (2021[7])